# Біла Криниця (Хартонівці)
Бі́ла Крини́ця — джерело, гідрологічна пам'ятка природи місцевого значення в Україні.
Розташоване на північно-східній околиці села Угриньківці Чортківського району Тернопільської області, в межах лівої частини долини невеликого потічка, що впадає в річку Тупа.
Площа — 0,02 га. Оголошена об'єктом природно-заповідного фонду рішенням Тернопільської обласної ради від 18 березня 1994. Перебуває у віданні місцевої селянської спілки «Зоря».
Під охороною — джерело питної води, що має науково-пізнавальне та історико-культурне значення.